# Franz Julius Lütkens
Franz Julius Lütkens (født 21. oktober 1650 i Dellien i hertugdømmet Lauenborg, død 12. august 1712) var en dansk præst. 
Efter at have fuldendt sin skolegang på gymnasiet i Lüneburg studerede han fra 1668 af i Wittenberg, Jena og Hamborg. Da han havde afsluttet sine universitetsstudier, søgte han praktisk vejledning hos den bekendte bibelteolog, superintendent Sandhagen i Lüneburg, den samme mand, der fik så stor Betydning for Speners udvikling. I 1676 blev Lütkens rektor ved den Saldernske Skole i Brandenburg, 1679 diakon i Magdeburg, 1685 første præst, provst og prosuperintendent i Stargard og 1688 provst og kirkeråd i Berlin. Han stod allerede højt på embedsstigen og nød stor anseelse hos den preussiske regering, da han 1702 blev udnævnt til medlem af et konvent, der skulle forberede en union imellem den lutherske og reformerte kirke. Men han nægtede at forhandle og gjorde rede for sit standpunkt i et stridsskrift, der vakte stort røre. Da han derved tabte sin anseelse, og hans fremtid var usikker, modtog han 1704 en kaldelse til Danmark som tysk hofprædikant, assessor i konsistoriet og teologisk professor ved det ridderlige akademi i København. Samme år blev han ved kongelig diplom dr. theol.. 
Lütkens var ikke pietist, men stærkt påvirket af den filantropiske retning, der udgik fra pietisterne i Halle og særlig omfattede hedningemission og almuens oplysning. Frederik IV, som ønskede at grunde en mission blandt de hedninger, der fandtes inden for dansk landområde, fandt hos Lütkens den støtte, han tidligere forgæves havde søgt her hjemme. Ved hjælp af missionærer, Lütkens fik indkaldt fra Halle, grundlagdes Trankebarmissionen 1705, og Lütkens førte tilsynet med den til sin død. At han ikke kunne udsende danske mænd, havde sin grund i den uvilje over for missionstanken, han mødte fra ortodoks side, særlig hos Sjællands biskop Henrik Bornemann. Samtidig hermed virkede han for oprettelsen af almueskoler i København og oprettede selv 2. Ligeledes indførte han konfirmation i Petri tyske menighed. Derimod tog han bestemt afstand fra de egentlige pietistiske bevægelser, og i forening med biskop Bornemann udarbejdede han forslag til forordningen af 2. oktober 1706, der forbød gudelige forsamlinger og udbredelsen af pietistiske skrifter. Han var medlem af den kommission, der forberedte forordningen af 1. august 1707 om en ny form for den teologiske embedsprøve. Hans skrifter, der på få undtagelser nær udkom i Tyskland og på tysk, de fleste efter hans død, havde ingen betydning for dansk åndsliv.